# Liam Brearley
Liam Brearley (27 de febrero de 2003) es un deportista canadiense que compite en snowboard.
Ganó una medalla de oro en el Campeonato Mundial de Snowboard de 2025, en la prueba de slopestyle. Consiguió una medalla de oro en los X Games de Invierno Aspen 2024.

## Medallero internacional
| Campeonato Mundial | Campeonato Mundial | Campeonato Mundial | Campeonato Mundial |
| Año                | Lugar              | Medalla            | Prueba             |
| ------------------ | ------------------ | ------------------ | ------------------ |
| 2025               | Engadina (Suiza)   | Medalla de oro     | Slopestyle         |

| X Games de Invierno | X Games de Invierno    | X Games de Invierno | X Games de Invierno |
| Año                 | Lugar                  | Medalla             | Prueba              |
| ------------------- | ---------------------- | ------------------- | ------------------- |
| 2024                | Aspen (Estados Unidos) | Medalla de oro      | Knuckle huck        |